# Ildefonso Cibera
Ildefonso Cibera fue un xilógrafo español del siglo xix.

## Biografía
Grabador en madera, fue autor de muchas de las láminas que acompañaban a publicaciones periódicas como La Semana, Semanario Pintoresco Español, El Artista (segunda época), El Siglo Pintoresco, La Ilustración o El Museo Universal —basados algunos de estos últimos en fotografías del valenciano Pascual Pérez Rodríguez—, y de obras como Escenas andaluzas (1847) de Serafín Estébanez Calderón —con dibujos de Francisco Lameyer— Solimán y Zaida o El precio de una venganza: leyenda árabe (1849) de Antonio Ribot y Fontseré —con dibujos de Fernando Miranda—, la Historia del Escorial de Antonio Rotondo, Año Cristiano, El Pabellón Español, Historia de las armas de infantería y caballería del conde Clonard, La justicia divina o Luisa ó el ángel de Redención, entre otras muchas.